# 羽座妃粋
羽座 妃粋（はざ ひすい、1996年3月16日 - ）は、兵庫県西宮市出身の元女子サッカー選手。ポジションはディフェンダー。

## 経歴
兄がサッカーをやっていたことから、地元の西宮少年SCと西宮女子FCの両チームでサッカーを始める。中学時代は宝塚エルバイレFCに在籍。また、その一方で小学校4年から中学3年まで尼崎市内のクーバー・コーチング・ジャパンのサッカースクールに通いながらサッカーを続けた。
日ノ本学園高校では3年時に主将を務め、同級生の入江未希らとともに2013年の全国高等学校総合体育大会サッカー競技大会優勝・第22回全日本高等学校女子サッカー選手権大会優勝の2冠を達成する。
2014年、日本体育大学に進学し同校の女子サッカー部に入部。同年3月にはラ・マンガ国際大会に出場するU-23日本女子代表に選出される。7月にはU-18日本女子代表・日中韓国際親善サッカー大会に選出され、8月にはなでしこジャパンの2014年アジア競技大会（韓国・仁川）に初選出。大学チームからは唯一の選出であった。
2017シーズン、日体大FIELDS横浜のなでしこリーグ2部優勝、1部昇格に貢献した。2017年12月、大学卒業後は地元兵庫のクラブであるINAC神戸レオネッサに入団することが発表された。
2019年8月3日、スペイン北東部のカタルーニャ州レリダ市（Lleida）を本拠とするスペインリーグ2部のAEM Lleidaに移籍することが、なでしこリーグカップの決勝戦終了後に、INAC神戸レオネッサから発表された。
2021年8月10日、2年振りにINAC神戸レオネッサへの復帰加入が発表された。
2023年5月30日、2022-23シーズン限りで引退することを発表した。

## 個人成績

### クラブ
| 国内大会個人成績 | 国内大会個人成績             | 国内大会個人成績 | 国内大会個人成績 | 国内大会個人成績 | 国内大会個人成績 | 国内大会個人成績 | 国内大会個人成績 | 国内大会個人成績 | 国内大会個人成績 | 国内大会個人成績 | 国内大会個人成績 |
| 年度             | クラブ                       | 背番号           | リーグ           | リーグ戦         | リーグ戦         | リーグ杯         | リーグ杯         | オープン杯       | オープン杯       | 期間通算         | 期間通算         |
| 年度             | クラブ                       | 背番号           | リーグ           | 出場             | 得点             | 出場             | 得点             | 出場             | 得点             | 出場             | 得点             |
| 日本             | 日本                         | 日本             | 日本             | リーグ戦         | リーグ戦         | リーグ杯         | リーグ杯         | 皇后杯           | 皇后杯           | 期間通算         | 期間通算         |
| ---------------- | ---------------------------- | ---------------- | ---------------- | ---------------- | ---------------- | ---------------- | ---------------- | ---------------- | ---------------- | ---------------- | ---------------- |
| 2011             | 日ノ本学園高校               | 25               | 他               | -                | -                | -                | -                | 1                | 0                | 1                | 0                |
| 2013             | 日ノ本学園高校               | 2                | 他               | -                | -                | -                | -                | 3                | 0                | 3                | 0                |
| 2014             | 日本体育大学                 | 28               | チャレンジ       | 18               | 0                | -                | -                | 0                | 0                | 18               | 0                |
| 2015             | 日体大FIELDS横浜             | 4                | なでしこ2部      | 8                | 1                | -                | -                | 0                | 0                | 8                | 1                |
| 2016             | 日体大FIELDS横浜             | 4                | なでしこ2部      | 5                | 0                | 10               | 0                | 1                | 0                | 16               | 0                |
| 2017             | 日体大FIELDS横浜             | 4                | なでしこ2部      | 18               | 1                | 6                | 0                | 2                | 0                | 26               | 1                |
| 2018             | INAC神戸レオネッサ           | 15               | なでしこ1部      | 6                | 1                | 9                | 0                | 3                | 0                | 18               | 1                |
| 2019             | INAC神戸レオネッサ           | 15               | なでしこ1部      | 4                | 0                | 5                | 0                | -                | -                | 9                | 0                |
| スペイン         | スペイン                     | スペイン         | スペイン         | リーグ戦         | リーグ戦         | リーグ杯         | リーグ杯         | オープン杯       | オープン杯       | 期間通算         | 期間通算         |
| 2019-20          | AEM Lleida                   | 14               | スペイン2部      |                  |                  |                  |                  |                  |                  |                  |                  |
| 2020-21          | AEM Lleida                   | 2                | スペイン2部      |                  |                  |                  |                  |                  |                  |                  |                  |
| 日本             | 日本                         | 日本             | 日本             | リーグ戦         | リーグ戦         | リーグ杯         | リーグ杯         | 皇后杯           | 皇后杯           | 期間通算         | 期間通算         |
| 2021-22          | INAC神戸レオネッサ           | 15               | WE               | 2                | 0                | -                | -                | -                | -                | 2                | 0                |
| 2022-23          | アルビレックス新潟レディース | 3                | WE               | 16               | 0                | 0                | 0                | 3                | 0                | 19               | 0                |
| 通算             | 日本                         | 日本             | 1部              | 28               | 1                | 14               | 0                | 6                | 0                | 48               | 1                |
| 通算             | 日本                         | 日本             | 2部              | 49               | 2                | 16               | 0                | 6                | 0                | 71               | 2                |
| 通算             | 日本                         | 日本             | その他           | -                | -                | -                | -                | 4                | 0                | 4                | 0                |
| 通算             | スペイン                     | スペイン         | 2部              |                  |                  |                  |                  |                  |                  |                  |                  |
| 総通算           | 総通算                       | 総通算           | 総通算           | 77               | 3                | 30               | 0                | 16               | 0                | 123              | 3                |

- 日本女子サッカーリーグ
  - 初出場 - 2014年4月6日 チャレンジリーグ 第1節 愛媛FCレディース戦 (ニンジニアスタジアム)
  - 初得点 - 2015年6月27日 なでしこリーグ2部 第13節 スフィーダ世田谷FC戦 (駒沢オリンピック公園陸上競技場)

- WEリーグ
  - 初出場 - 2021年9月12日 第1節 大宮アルディージャVENTUS戦 (ノエビアスタジアム神戸)

### 代表
- 2014年9月13日 - 日本代表初出場 -  ガーナ戦 (国際親善試合)

#### 主な選出歴
- 日本女子代表(なでしこジャパン)
  - 2014年 - 第17回アジア競技大会 (大韓民国)

- U-18日本女子代表
- U-19日本女子代表
  - 2015年 - 2015 U-20女子 NTC招待
  - 2015年 - AFC U-19女子選手権2015 (中国)
- U-20日本女子代表
  - 2016年 - 2016 FIFA U-20女子ワールドカップ (パプアニューギニア)

- U-23日本女子代表
  - 2017年 - ラ・マンガU-23女子国際大会

#### 試合数
| 日本代表 | 国際Aマッチ | 国際Aマッチ |
| 年       | 出場        | 得点        |
| -------- | ----------- | ----------- |
| 2014     | 4           | 0           |
| 通算     | 4           | 0           |

#### 出場試合
| #  | 開催日        | 開催都市 | スタジアム             | 対戦国               | 結果  | 監督       | 大会                        | 出典   |
| -- | ------------- | -------- | ---------------------- | -------------------- | ----- | ---------- | --------------------------- | ------ |
| 1. | 2014年9月13日 | 天童     | NDソフトスタジアム山形 | ガーナ               | ○ 5-0 | 佐々木則夫 | なでしこジャパンWORLD MATCH | [ 15 ] |
| 2. | 2014年9月22日 | 仁川     | 仁川文鶴競技場         | チャイニーズタイペイ | ○ 3-0 | 佐々木則夫 | 第17回アジア競技大会        | [ 16 ] |
| 3. | 2014年9月26日 | 華城     | 華城スタジアム         | 香港                 | ○ 9-0 | 佐々木則夫 | 第17回アジア競技大会        | [ 17 ] |
| 4. | 2014年9月29日 | 仁川     | 仁川サッカー競技場     | ベトナム             | ○ 3-0 | 佐々木則夫 | 第17回アジア競技大会        | [ 18 ] |

## タイトル

### クラブ
- 日体大FIELDS横浜
  - 日本女子サッカーリーグ2部: 1回 (2017)
- INAC神戸レオネッサ
  - WEリーグ: 1回 (2021-22)